# Ningchengopterus
Ningchengopterus – rodzaj pterozaura z grupy pterodaktyli żyjącego we wczesnej kredzie na terenie dzisiejszej Azji. Jego szczątki odkryto w osadach formacji Yixian w Mongolii Wewnętrznej w północnych Chinach.
Holotyp (CYGB-0035) obejmuje niemal kompletny szkielet młodego osobnika wraz z zachowanymi odciskami błon lotnych oraz przypominających sierść wytworów skóry. Czaszka Ningchengopterus była nieco dłuższa niż łączna długość kręgów grzbietowych i krzyżowych. W szczękach mieściło się około 50 zębów. Stosunek długości drugiego i pierwszego paliczka skrzydła u Ningchengopterus i Eosipterus sugeruje, że Ningchengopterus mógł być blisko spokrewniony z pterozaurami z rodziny Ctenochasmatidae, może to być jednak wynikiem zbliżonego schematu wzrostu dwóch pierwszych paliczków skrzydła u niektórych pterozaurów.